# Ditmir Bushati
Ditmir Sulejman Bushati (ur. 24 marca 1977 w Szkodrze) – albański polityk, minister spraw zagranicznych Albanii (2013-2019).

## Życiorys
Syn Sulejmana Hamzy Bushatiego, w przeszłości sekretarza komitetu okręgowego Albańskiej Partii Pracy w okręgu Kukës i Lety. W 1999 ukończył z wyróżnieniem studia prawnicze na Uniwersytecie Tirańskim. Studia podyplomowe z zakresu prawa międzynarodowego publicznego odbywał na Uniwersytecie w Lejdzie. W 2000 prowadził badania naukowe na uniwersytecie ateńskim. W latach 2007–2008 pracował jako analityk dla Freedom House.
W wyborach 2009 zdobył mandat deputowanego do parlamentu w okręgu Tirana, ponownie odniósł sukces w wyborach 2013. W latach 2011–2013 kierował komisją parlamentarną d.s. integracji europejskiej i zasiadał w komisji międzyparlamentarnej Albanii i Unii Europejskiej. Od 2011 zasiada we władzach Socjalistycznej Partii Albanii.
We wrześniu 2013 objął stanowisko ministra spraw zagranicznych Albanii. 7 maja 2014 odwiedził Polskę, na zaproszenie ministra spraw zagranicznych Radosława Sikorskiego.
W życiu prywatnym jest żonaty (żona Aida z d. Gugu), ma dwoje dzieci (Hera i Martin).

## Publikacje
- 2004: Përmbledhje aktesh ndërkombëtare për torturën (opracowanie i tłumaczenie), wyd. Tirana
- 2009: Një vit nga marrëveshja e lehtësimit të vizave, çfarë ka ndryshuar realisht?, wyd. Tirana